# Ponatshego Kedikilwe

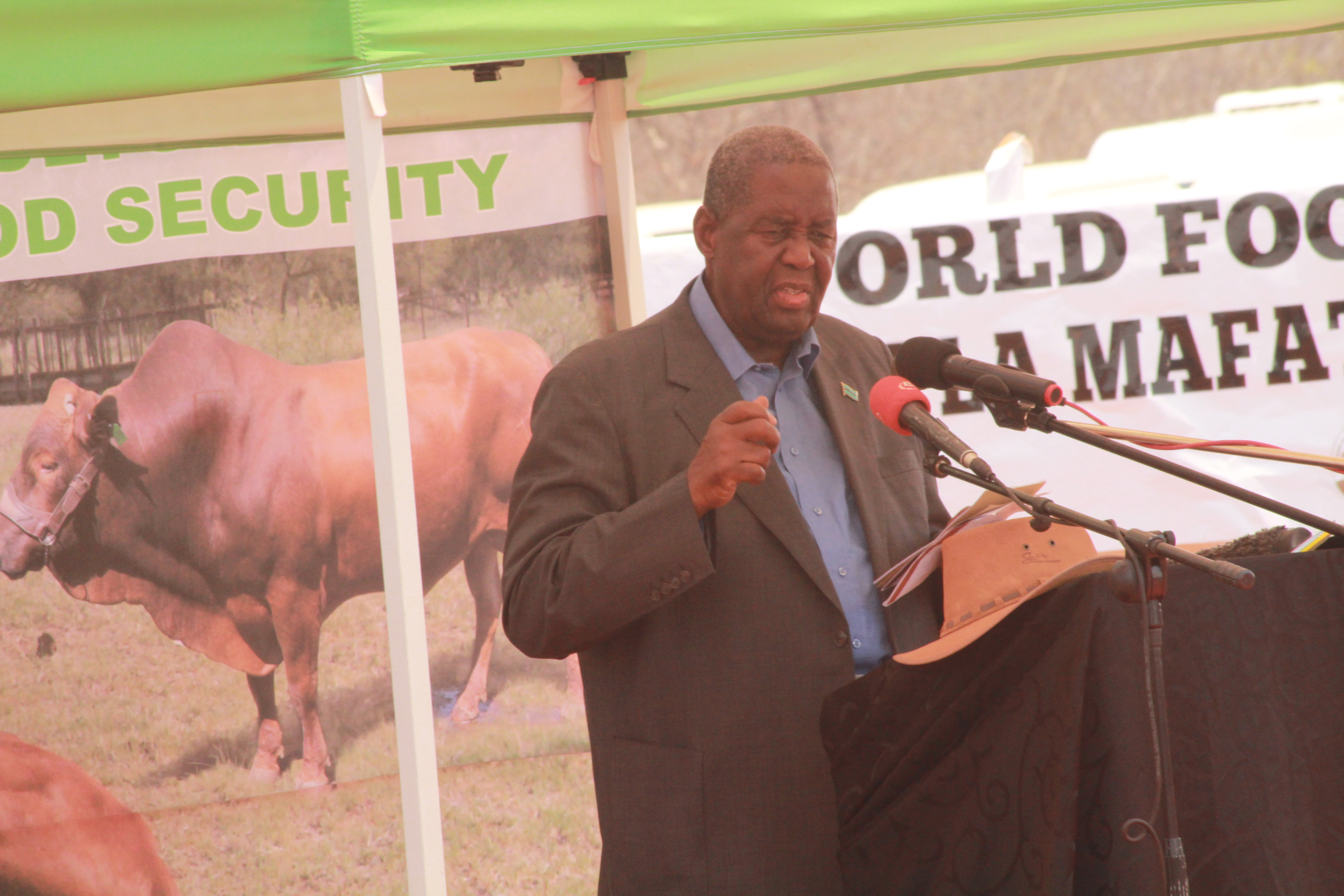
Ponatshego Kedikilwe, 2017

Ponatshego Honorius Kefhaeng Kedikilwe (* 4. August 1938 in Sefhophe, Betschuanaland) ist ein Politiker der Botswana Democratic Party (BDP) aus Botswana, der mehrmals Minister sowie 2012 bis 2014 Vizepräsident war.

## Leben
Kedikilwe wurde 1985 von Präsident Quett Masire zum Minister für Präsidentschaftsangelegenheiten und öffentliche Verwaltung in dessen Kabinett berufen und bekleidete dieses Amt bis 1989. Im Anschluss übernahm er nach einer Kabinettsumbildung von 1989 bis 1994 das Amt des Ministers für Handel und Industrie und war danach zwischen 1994 und 1998 erneut Minister für Präsidentschaftsangelegenheiten und öffentliche Verwaltung.
Masires Nachfolger als Staatspräsident Festus Mogae berief Kedikilwe 1998 zum Finanzminister in dessen Regierung. Bereits im Jahr darauf übernahm er 1999 das Amt des Bildungsministers, das er jedoch auch wieder ein Jahr später 2000 abgab. Kedikilwe fungierte mehrere Jahre als Vorsitzender der Botswana Democratic Party (BDP) und verlor dieses Amt auf dem Parteitag am 22. Juli 2003 an Ian Khama. Bei einer Kampfabstimmung besiegte er den vorherigen Parteivorsitzenden Ponatshego Kedikilwe mit 512 zu 219 Stimmen. Khama war von Präsident Mogae unterstützt worden.
Präsident Mogae ernannte Kedikilwe 2007 zum Minister für Mineralien, Energie und Wasserressourcen in dessen Regierung. Dieses Ministeramt behielt er auch, nachdem Ian Khama am 1. April 2008 Nachfolger Mogaes als Staatspräsident wurde. Am 31. Juli 2012 wurde er schließlich als Nachfolger von Mompati Merafhe Vizepräsident von Botswana und damit Stellvertreter von Präsident Khama. Das Amt des Vizepräsidenten bekleidete er bis zum 12. November 2014 und wurde dann durch Mokgweetsi Masisi abgelöst.
2011 wurde ihm der japanische große Orden der Aufgehenden Sonne am Band verliehen.